# Samsiadade I
Samsiadade I ou Samsiadu I (em acádio: Šamši-Adad I; em amorita: Shamshi-Addu) foi um amorreu que governou a Assíria entre 1 809 até 1 782 a.C.. Era filho de Ilacabicabu, rei amorita de Terca, e pai de seu sucessor Ismedagã I e Iasmadade.

## Genealogia
A função original da segunda seção do LRA (Lista de reis da Assíria) foi apontada pela primeira vez pelo assiriólogo Benno Landsberger, que sugeriu que era de fato a genealogia real de Samsiadade I, cujo irmão e pai são ambos mencionados na primeira linha da genealogia. Samsiadade provavelmente usou a genealogia para fornecer a si mesmo uma linhagem real a fim de justificar sua tomada do trono de Erisum II.

## Reinado

### Início
Samsiadade I era filho de Ilacabicabu (que não era o rei anterior do Período Inicial), que aparece nas cartas de Mari como governando algum lugar sem nome contemporaneamente com Iagite-Lim (r. 1830–1820 a.C.) de Mari. Após a morte de seu pai, Narã-Sim (r. século XIX a.C.) de Esnuna apreendeu Ecalatum, e Samsiadade teve que fugir para Cardunias. Algum tempo depois, ele voltou para Ecalatum e, após três anos, veio para Assur e tirou o trono do filho de Narã-Sim, Erisum II.

### Conquistas

Mapa do Antigo Oriente Próximo mostrando a situação geopolítica em torno do Antigo Império Assírio (marrom claro) perto de grandes potências contemporâneas, como Esnuna (azul claro), Iamade (azul escuro), Catna (marrom escuro), o Império Paleobabilônico (amarelo) e o Terceiro Reino de Mariote.

Como rei da Assíria, Samsiadade I foi contemporâneo dos reis babilônicos Sim-Mubalite (r. 1748–1729 a.C.) e Hamurabi (r. 1728–1686 a.C.). Foi capaz de conquistar as principais cidades assírias e restaurou o templo de Istar, tornando-se o soberano enérgico de Assur. Desde de Subate-Enlil, que havia tornado sua capital, Samsiadade empreendeu uma política de expansão militar, estendendo sua hegemonia sobre as terras e cidades do curso superior dos rios Cabur e Médio Eufrates. O reino de Mari, que controlava a parte daquele país, caiu debaixo de seu poder, enquanto Zinrilim (r. 1776–1761 a.C.) fugia para o Alepo. Em Mari, o rei assírio recebeu o título de "Rei do Universo", e tinha em sua posse os dois rios e reuniu em um só reino, junto com a capital Subate-Enlil, todo o norte da Mesopotâmia, reativando da mesma forma a presença dos comerciantes assírios nos carus na Anatólia.

### Correspondência com Iasmadade

Mapa do Antigo Oriente Próximo mostrando a situação geopolítica em torno da Assíria perto de grandes potências contemporâneas como Iamade (azul escuro) e Catna (marrom claro) após as conquistas de Hamurabi da Babilônia (verde).

Samsiadade I estabeleceu seu filho Iasmadade no trono em Mari. Grande parte da correspondência entre pai e filho foi escavada. Por volta de 1 800 a.C., Samsiadade propôs tomar a filha do rei de Catana na Síria como esposa para Iasmadade. Após a sua morte, Hamurabi da Babilônia tomou todas as áreas que haviam sido controladas pelo rei assírio.